# Martín del Barco Centenera
Martín del Barco Centenera (Logrosán, 1535 – Lisbona, 1602 circa) è stato uno scrittore, esploratore e religioso spagnolo.
A lui è stata dedicata una strada a Buenos Aires, Argentina.

## Biografia
Nato nel 1535 a Logrosán, nella diocesi di Plasencia in Estremadura, divenne un religioso secolare seguendo nel 1572, come cappellano, la spedizione di Juan Ortiz de Zárate verso il Río de la Plata in America meridionale. Per venti anni seguì le vicissitudini dell'esplorazione spagnola dell'Argentina con intrepido coraggio.
Centenera fu arcidiacono della chiesa del Paraguay. Nel 1582 si spostò a Lima come segretario del terzo concilio tenuto in città.
Tornò poi in Europa, dove terminò la sua opera poetica, nota come La Argentina, che dedicò al viceré del Portogallo (per conto del re asburgico Filippo III di Spagna).

## Opere
Il merito poetico di Argentina è limitato, come quasi tutte le opere del tempo su argomenti americani. Si tratta di un'opera in rime pesanti.
Il suo valore storico, invece, è considerevole. Egli descrive quasi un quarto di secolo di sforzi spagnoli in Argentina e negli stati adiacenti, di cui fu in buona parte testimone oculare, e con cui riempie una grossa lacuna della nostra conoscenza di quel periodo.
Accenna anche ai pirati inglesi di Francis Drake e Thomas Cavendish, e ad eventi importanti per il Perù durante l'amministrazione del viceré Toledo. Vengono citati anche molti violenti terremoti del tempo, anche se con qualche errore di datazione.